# 秀丽兜兰
秀丽兜兰（学名：Paphiopedilum venustum），为兰科兜兰属下的一个植物种。